# Mary Massart
Pour les articles homonymes, voir Massart.
Marie Séraphine Massart dite Mary Massart, née à Bruxelles le 2 décembre 1891 et morte dans le 16e arrondissement de Paris le 16 juin 1993 à l'âge de 101 ans, est une actrice d'origine belge naturalisée française
Elle est la sœur de Léontine Massart et fut l'épouse et l'égérie de René Plaissetty dont elle eut un fils Francis Léo en 1923.

## Filmographie
- 1910 : Rigadin a un sosie (Rigadin et son sosie) de Georges Monca
- 1914 : Le Chevalier de Maison-Rouge, d'Albert Capellani
- 1918 : Serpentin janissaire de René Plaissetty
- 1920 : Vers l'argent de René Plaissetty
- 1920 : The Yellow Claw ou La Griffe jaune de René Plaissetty
- 1921 : The Broken Road de René Plaissetty
- 1921 : Les Quatre Plumes blanches (en) (The Four Feathers) de René Plaissetty
- 1921 : The Woman with the Fan ou La Femme à l'éventail de René Plaissetty
- 1921 : The Knave of Diamonds ou Le Valet de Carreau de René Plaissetty
- 1921 : The Woman with the Fan de René Plaissetty
- 1922 : L'Île sans nom de René Plaissetty